# 海老園
海老園（かいろうえん）は、広島県広島市佐伯区の町名。一丁目から四丁目まである。郵便番号731-5135（安芸五日市郵便局管区）。住居表示実施済み。佐伯区役所の所在地。

## 海老園の位置
海老園は広島市中心部（紙屋町）から西へ約8km、同市佐伯区のほぼ南端に位置する地域。北で五日市、東で海老山町、西で楽々園と接し、南は瀬戸内海（五日市漁港）に面する。北側の五日市との境にはJR西日本山陽本線が走る。

## 海老園地域内の地理
全体が平地である。地区の南側は海に面し、五日市漁港（五日市メープルマリーナ）がある。北部を広島電鉄宮島線とJR西日本山陽本線が走り、地域内に佐伯区役所前駅が存在する。

## 歴史
江戸時代の万治年間に海を干拓して塩田が作られ、近くの海老山に因んで「海老塩浜」と呼ばれた。その後、1911年まで製塩が行われた。1937年に五日市町役場が観光道路（のちの国道2号）沿いに移転、1985年の広島市との合併で佐伯区役所となった。

## 交通
- バス
  - 広電バスの佐伯区役所前バス停が広島電鉄佐伯区役所のすぐそばにある。
- 鉄道
  - 広島電鉄宮島線佐伯区役所前駅が北部にあるほか、JR西日本山陽本線五日市駅まで徒歩約10分から15分[7]。
- 道路
  - 国道2号線宮島街道が北部を走る。

## 施設
- 佐伯区役所
- 広島市立五日市南中学校
- 広島市立五日市南小学校
- 広島市立五日市南保育園
- フレスタ海老園店

## 人口・世帯数
2018年6月末の人口・世帯数は以下の通り。
| 町名         | 人口  | 世帯数 |
| ------------ | ----- | ------ |
| 海老園一丁目 | 1,665 | 781    |
| 海老園二丁目 | 996   | 458    |
| 海老園三丁目 | 1,347 | 485    |
| 海老園四丁目 | 1,417 | 590    |
| 計           | 5,425 | 2,314  |